# Pasang Lhamu Sherpa Akita
Pasang Lhamu Sherpa Akita (sinh năm 1984) là một người leo núi người Nepal Sherpa. Cô là người phụ nữ đầu tiên của Nepal trở thành một hướng dẫn viên leo núi, là một trong những phụ nữ Nepal đầu tiên lên tới đỉnh K2 và đã tích cực cứu trợ động đất ở Nepal. Năm 2016, cô được vinh danh là Nhà thám hiểm lựa chọn của năm của Tạp chí Hội Địa lý Quốc gia Hoa Kỳ, và được trao giải thưởng Đoàn kết quốc tế Alps lần thứ 45 tại Pinzolo, Ý.

## Leo núi
Akita là người phụ nữ đầu tiên leo lên Nangpai Gosum II, vào năm 2006. Năm 2007, cô leo lên đỉnh Everest 14 năm sau khi một người leo núi khác có cùng tên là Pasang Lhamu Sherpa, trở thành người phụ nữ Nepal đầu tiên leo lên đỉnh Everest.
Akita đã leo lên K2 vào năm 2014 như là một phần của đội ba người phụ nữ, đội đầu tiên của phụ nữ Nepal leo lên núi. Leo núi cùng Akita là Maya Sherpa và Dawa Yangzum Sherpa; họ là một phần của cuộc thám hiểm lớn hơn bao gồm cả những người Sherpa (nam) khác và những người leo núi. Cuộc leo núi được dành riêng cho nhận thức về biến đổi khí hậu, và diễn ra vào kỷ niệm 60 năm ngày diễn ra việc leo núi đầu tiên của K2.
Cô cũng đã leo lên đỉnh Yala Peak, Ama Dablam, Lobuche, Imja Tse, và Aconcagua. Cũng như leo núi ở Nepal, cô đã hướng dẫn các cuộc thám hiểm leo núi ở Hoa Kỳ, Argentina, Pháp và Pakistan.

## Hoạt động
Akita gia nhập Phòng khám Nomads, một dịch vụ y tế cho các vùng xa xôi của dãy Hymalaya vào năm 2013. Sau trận động đất ở Nepal vào tháng 4 năm 2015, cô làm việc trong các nỗ lực cứu trợ, phân phát chăn, giúp che chở cho những người mà trận động đất đã làm họ mất nhà cửa, tổ chức các cơ sở y tế tạm thời, điều phối các đoàn xe cứu trợ và ngăn chặn nạn buôn người. Cô cũng đang phát triển một nền tảng để hỗ trợ giáo dục phụ nữ ở Nepal.

## Cá nhân
Akita sinh ra ở Khumjung, và lớn lên ở Lukla. Cha cô mất khi cô còn nhỏ, và cô và em gái của cô đã mồ côi vì cái chết của mẹ cô khi cô 15 tuổi. Họ chuyển đến Kathmandu, nơi cô hoàn thành việc học ở trường trung học và làm công việc leo núi. Bốn năm sau, cô tham gia khóa đào tạo tại Trung tâm leo núi Khumbu của Conrad Anker. Cô cũng đã giành được bằng tốt nghiệp leo núi từ École nationalale du Ski et de l'alpinisme (ENSA) của Pháp tại Chamonix.
Gia đình cô sở hữu một nhà hàng ở Louisville, Colorado, nơi cô thỉnh thoảng làm việc giữa những chuyến thám hiểm leo núi của mình.
Tên đầu tiên của cô, Pasang, là từ tiếng Nepal chỉ ngày thứ Sáu, ngày sinh của cô. Cô được đặt tên đầy đủ sau Pasang Lhamu Sherpa, người phụ nữ Nepal đầu tiên leo lên đỉnh Everest, người mà cô lấy làm hình mẫu. Tên họ Akita đến từ chồng cô, một nhà trị liệu vật lý người Nepal gốc Nhật, người mà cô gặp trong khi hồi phục chấn thương hông leo núi và kết hôn vào năm 2010.